# Filosofía experimental
La filosofía experimental es un nuevo movimiento filosófico que intenta combinar la indagación filosófica tradicional con la investigación empírica sistemática. De una manera más restringida, actualmente se usa el término para denominar el uso de métodos de la ciencia cognitiva, los filósofos experimentales llevan a cabo estudios experimentales con el propósito de entender cómo piensa la gente normalmente sobre ciertos temas fundamentales de la filosofía.
Los filósofos experimentales aducen el argumento que los datos empíricos pueden tener un efecto indirecto en las cuestiones filosóficas al permitir una mejor comprensión de los procesos psicológicos subyacentes que conducen a intuiciones filosóficas. Este uso de datos empíricos generalmente se considera como ampliamente opuesto a la metodología filosófica, que se basa principalmente en justificationes a priori, llamada usualmente "filosofía de sillón." Existe un gran desacuerdo sobre lo que la filosofía experimental puede lograr, y varios filósofos la han criticado.
Si bien el término Filosofía experimental es de reciente uso, claramente el interés general por ocupar o apoyarse en una metodología empírica para enriquecer la reflexión filosófica es parte de una concepción del conocimiento y de la filosofía mucho más amplia, en la que ambos dominios son considerados de manera complementaria en la generación de conocimiento (Naturalismo Filosófico). 
En sus comienzos, la filosofía experimental se enfocaba en cuestiones relacionadas con las diferencias interculturales, el libre albedrío, y la teoría de la acción. Posteriormente, la filosofía experimental ha seguido expandiéndose a nuevas áreas de investigación como la ética experimental, la filosofía de la ciencia experimental y el estudio de textos clásicos por medio de las humanidades digitales.

## La Noción Histórica
Se le llama filosofía experimental a la corriente filosófica que se inicia y desarrolla a partir del siglo XVI, inducida por las reflexiones que Francis Bacon expusiera acerca de la ciencias. Esta filosofía pretende señalar con el dedo el modo por el cual el hombre ha de someter la naturaleza, debiendo ajustar la investigación científica a un determinado método (la inducción), que se proponga coleccionar y organizar los hechos que la experiencia nos brinda, a fin de acceder a los axiomas y principios.
Es la Filosofía natural hasta el siglo XIX.